# 산토스테파노디세사니오
산토스테파노디세사니오(이탈리아어: Santo Stefano di Sessanio)는 이탈리아 아브루초주 라퀼라도에 있는 코무네이다. 그란 사소 에 몬티 델라 라가 국립공원이 있고, 아펜니노산맥 고지대에 있는 이 중세풍의 마을은 캄포 임페라토레의 고지대에 인접하다.
2009년 라퀼라 지진으로 인해 마을의 상징이였던 지어진 메디치 탑은 붕괴되었고 17세기에 지어진 마돈나 델 라고 (Madonna del Lago) 성당은 앞부분이 상당히 소실되었고 주 지붕이 무너져내렸다.